# John Bell (explorador)
John Bell (ca. 1799 – 24 de juny de 1868) va ser un explorador i governador de la Companyia de la Badia de Hudson.
El 1839 va ser enviat a explorar la terra a l'oest del riu Mackenzie. Amb l'ajuda d'Alexander Kennedy Isbister va establir Fort McPherson, al riu Peel, no gaire lluny del Mackenzie, als Territoris del Nord-oest, i va explorar el Peel en el que avui és el Yukon.
El 1845 va creuar les muntanyes fins a la conca del riu Yukon, descendint pel riu Rat fins a la seva confluència amb el riu Porcupine. Al riu Rat se li canvià el nom pel de riu Bell en honor seu. Després gestionar el comerç de pells al Fort McPherson fins al 1845, va tornar al Riu Bell, i va seguir el Porcupine fins a la seva unió amb el Yukon, on establí Fort Yukon. Allà preparà el Yukon pel comerç, el qual va resultar ser molt lucratiu per a la Companyia de la Badia de Hudson i serví per reclamar pel Canadà l'actual territori del Yukon.
Va estar involucrat en l'organització de l'expedició que entre 1848 i 1849 va dur John Rae a la recerca de Sir John Franklin i la seva expedició, i va continuar treballant al Districte de Mackenzie per la Companyia de la Badia de Hudson fins al 1860. Després de retirar-se de l'empresa, es retirà a Saugeen, Ontario fins a la seva mort.